# Indiana Pacers
Die Indiana Pacers sind ein Franchise der nordamerikanischen Basketball-Profiliga National Basketball Association (NBA). Ihre Heimspiele trägt die Mannschaft im Gainbridge Fieldhouse in Indianapolis, Indiana aus.

## Teamgeschichte

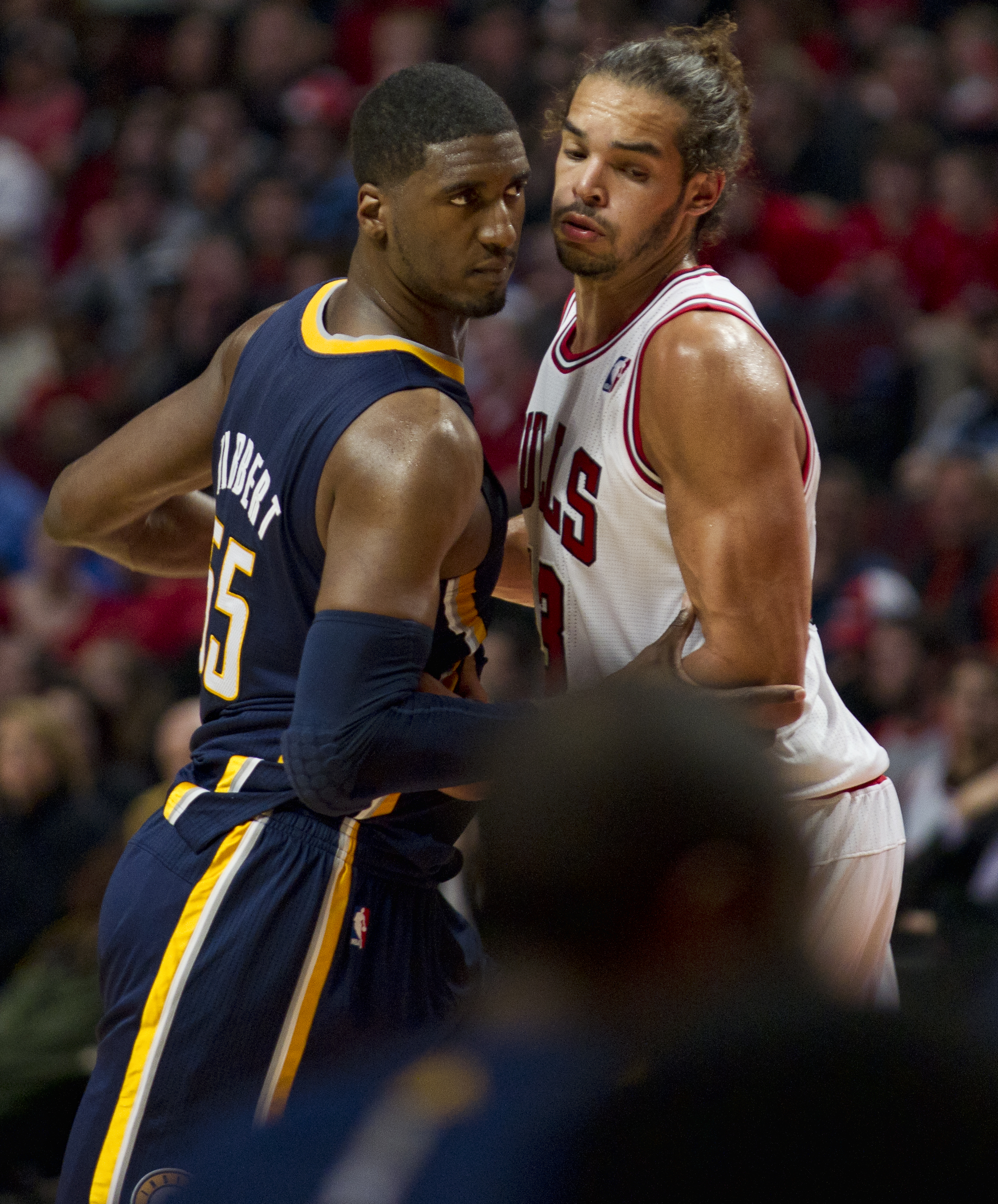
Center Roy Hibbert im Duell mit Joakim Noah von den Chicago Bulls

Schon 1948 gab es ein NBA-Team in Indianapolis, die Indianapolis Jets. Von 1949 bis 1953 existierten dann noch die Indianapolis Olympians.
Die Pacers waren 1967 eines der Gründungsmitglieder der American Basketball Association (ABA) und in den folgenden Jahren eines der dominierenden Teams der mit der NBA konkurrierenden Liga. In den Saisons der Jahre 1970, 1972 und 1973 gewannen die Pacers die ABA-Meisterschaft.
1976 wurden die Pacers im Zuge der Vereinigung von NBA und ABA in die NBA integriert. In der NBA waren sie nicht mehr so erfolgreich wie zuvor in der ABA und erreichten in den ersten zehn Jahren nur zweimal die Play-offs. Jedoch wurden in den 80er-Jahren künftige Schlüsselspieler der 80ern und 90ern Pacersteams gedraftet. Darunter Herb Williams (1982 an 14. Stelle), Vern Fleming (1984 an 18. Stelle) Wayman Tisdale (1985 an 2. Stelle), Chuck Person (1986 an 4. Stelle), Reggie Miller (1987 an 11. Stelle) und der niederländische Center Rik Smits (1988 an 2. Stelle). Ebenso stieß 1989 der Deutsche Detlef Schrempf zum Team. Als unglückliche Draftwahl kann man Steve Stipanovich (1983 an 2. Stelle) und Clark Kellogg (1982 an 8. Stelle) nennen, die trotzt Talents, aufgrund schwerer Verletzungen ihre Karrieren früh beenden mussten. 1990 wurden dann erstmals die Playoffs wieder erreicht. Anfang der 1990er wurden die Pacers immer besser und entwickelten sich zu einem Topklub in der Eastern Conference. Nachdem Larry Brown 1993 den Posten als Trainer übernahm, erreichten die Pacers 1994 und 1995 das Conference-Finale. Ab 1997 übernahm die ehemalige NBA-Legende Larry Bird das Team als Trainer.  Mit einem Kern aus Reggie Miller, Rik Smits, Chris Mullin, Mark Jackson, Jalen Rose und Dale Davis, führte er die Pacers 1998 und 1999 ebenfalls in das Conference-Finale und in der Saison 1999/00 dann in das NBA-Finale. Dort verloren sie gegen die Los Angeles Lakers mit 4:2 in sechs Spielen. Außerdem schafften es die Pacers als erstes und bis heute einziges Team, in einem Spiel mehr als doppelt so viele Punkte wie der Gegner zu erzielen. Am 27. Februar 1998 besiegten sie die Portland Trail Blazers mit 124:59. Ab 2000 übernahm Isiah Thomas den Trainerposten von Bird. Zudem verpflichtete man mit Jermaine O’Neal einen künftigen Starspieler. Mit Thomas schied man zwischen 2001 und 2003 jedes Mal in der ersten Playoffrunde aus. Danach erreichten die Pacers, unter Rick Carlisle, in der Saison 2003/04, noch einmal das Conference-Finale. Ebenso schloss man mit 61 Siegen und 21 Niederlagen die beste Saison der Teamgeschichte ab. 2005 beendete Reggie Miller, der Franchise-Player der Pacers, seine Karriere. Mit dem Rücktritt Millers wurde das Team um Spieler wie Ron Artest, Stephen Jackson und Jermaine O’Neal aufgebaut. Im NBA-Draft 2005 wählte man an 17. Stelle Danny Granger aus. In der darauffolgenden Saison erreichten die Pacers noch einmal die Play-offs. Doch es ging bergab mit den Pacers, die danach bis 2011 die Play-offs nicht mehr erreichten. In dieser Zeit entwickelte sich Granger zum neuen Franchise-Player des Teams, nachdem Artest 2006 das Team verließ. Beim NBA-Draft 2008 erhielt man den jamaikanischen Center Roy Hibbert, der zuvor von den Toronto Raptors an 17. Stelle ausgewählt worden war. Im Gegenzug verließ unter anderem O’Neal das Team in Richtung Toronto.

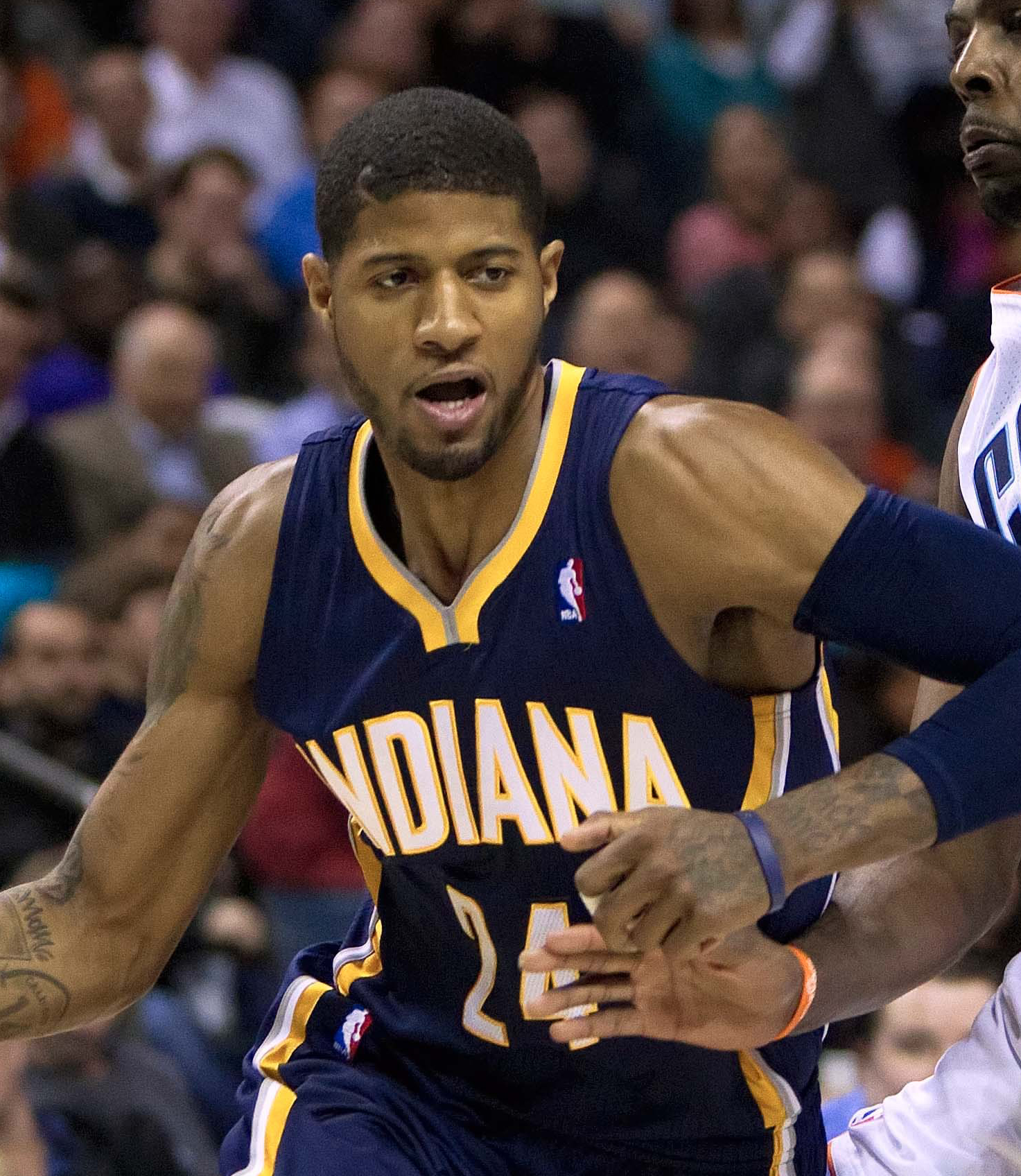
Der ehemalige Teamkapitän Paul George

### Paul George Ära (2010–2017)
In der Saison 2009/10 spielten die Pacers ihre schlechteste Saison seit 20 Jahren und konnten nur 32 von 82 Partien gewinnen. Beim NBA-Draft 2010 entschied sich die Pacersführung in der ersten Runde an 10. Stelle für Paul George, in der zweiten Runde wählte man Lance Stephenson an 40. Stelle aus. (Insgesamt standen den Pacers drei Draftrechte zu). Außerdem holten sich die Pacers für die Saison 2010/11 mit Darren Collison und James Posey weitere Verstärkung. Ebenso wurde während der Saison ein Trainerwechsel vorgenommen und Frank Vogel wurde neuer Headcoach. Unter seiner Leitung konnten die Pacers wieder in die Play-offs einziehen und unterlagen dort in der ersten Runde den Chicago Bulls.
In der aufgrund des Lockouts verkürzten Saison 2011/12 schafften es die Pacers sich in der Spitzengruppe der Eastern Conference zu etablieren. Durch die Verpflichtung von David West und Leandro Barbosa konnte der Kader verstärkt werden. Besonders Center Roy Hibbert verbesserte sich und wurde zum Allstar Game eingeladen und etablierte sich als Leistungsträger neben Danny Granger. Die reguläre Saison beendeten die Pacers mit 42 Siegen und 24 Niederlagen auf dem dritten Platz der Eastern Conference und trafen in der ersten Runde der Play-offs auf die Orlando Magic. Die Serie gegen die Magic endete mit 4:1 Siegen für die Pacers. Im darauf folgenden Halbfinale trafen die Pacers auf die favorisierten Miami Heat und schieden mit 2:4 gegen den späteren Meister aus.
Zur Saison 2012/13 veränderten die Pacers ihren Kader nur auf wenigen Positionen und verbreiterten ihn. Früh stand ein längeres Fehlen von Danny Granger fest, der aufgrund von Verletzungen schließlich fast die gesamte Saison verpasste. Mit Paul George spielte sich ein anderer Spieler in den Vordergrund und wurde zum Allstar Game eingeladen und erhielt von der Liga den NBA Most Improved Player Award, für den Meistverbesserten Spieler der Saison. Die Pacers beendeten die Saison mit 49 Siegen und 32 Niederlagen auf Rang drei der Eastern Conference. Die erste Runde der Play-offs konnten die Pacers mit 4:2 Siegen gegen die Atlanta Hawks beenden. In der zweiten Runde schalteten sie die New York Knicks ebenfalls mit 4:2 aus, bevor sie in den Conference Finals mit 3:4 am späteren Meister Miami Heat scheiterten.
Die Saison 2013/14 verlief ähnlich erfolgreich, wie die letzte. Die Pacers holten mit 56 Siegen die beste Bilanz in der Eastern Conference und sicherten sich somit den Heimvorteil. Nachdem man die Serien gegen die Atlanta Hawks und Washington Wizards gewinnen konnte, traf man im Conference-Finale erneut auf die Miami Heat. Auch dieses Mal setzten sich die Heat mit 2:4 durch.
Während eines Testspiels der US-Nationalmannschaft erlitt Starspieler Paul George einen Beinbruch, so dass er einen Großteil der Saison 2014/15 ausfiel. Ohne George erreichten die Pacers nur 38 Siege und verpassten die Playoffs knapp. Zur neuen Saison wurde Centerspieler Roy Hibbert zu den Los Angeles Lakers abgegeben. Forward David West wechselte zu den San Antonio Spurs. Die Pacers verpflichteten dagegen Monta Ellis und Jordan Hill, ebenso wie Rookie Myles Turner im NBA-Draft 2015.
Nach dem Ausscheiden in der ersten Runde der Play-offs 2015/16 wurde der auslaufende Vertrag mit Headcoach Frank Vogel nicht verlängert. Am 16. Mai 2016 übernahm Co-Trainer Nate McMillan den Posten des Headcoach der Pacers. Die Pacers verpflichteten in der Offseason Jeff Teague, den sie für George Hill eintauschten, und Thaddeus Young. McMillan führte die Pacers mit einer 42-40 Bilanz in die Playoffs, dort unterlag man den Cleveland Cavaliers in der ersten Playoffrunde.

### Neustart ohne Paul George (seit 2017)
Nach zahlreichen Wechselspekulationen um Starspieler Paul George wurde dieser nach sieben Jahren bei den Pacers zum Oklahoma City Thunder für Victor Oladipo und Domantas Sabonis transferiert. Die Pacers wurden vor der Saison, keine größeren Chancen auf die Playoffs eingeräumt, doch gerade durch die Leistungsexplosion von Neuzugang Oladipo, aber auch dank Bojan Bogdanovic, Darren Collison und Thaddeus Young erreichten die Pacers 48 Saisonsiege und qualifizierten sich als fünftbeste Mannschaft im Osten für die Playoffs. In der ersten Runde unterlag man jedoch knapp den Cleveland Cavaliers nach sieben Spielen.

### Erreichen der NBA-Finals (2024/25)
Nach einer guten Saison 2024/25 erreichten die Pacers als viertplatziertes Team im Osten mit 50:32 Siegen erneut die Playoffs. Nach einer klaren 4:1 Serie gegen die Milwaukee Bucks in Runde 1, schlugen sie die topplatzierten Cleveland Cavaliers überraschend deutlich ebenso mit 4:1. In den Conference Finals warteten die NY Knicks. Nach einer turbulenten Aufholjagd in Spiel eins der Serie, gewannen die Paces die Serie letztlich mit 4:2. Tyrese Haliburton in Assists und Pascal Siakam als bester Scorer, führten das Team an, wobei Siakam in drei Spielen der Serie über 30 Punkten erzielte und zum Eastern Conference Finals MVP gewählt wurde. Somit zogen die Pacers zum ersten Mal seit 2000 in die NBA-Finals ein.

## Aktueller Kader
| Nr. | Nat.               | Name               | Position      | Geburt     | Größe  | Info | College          |
| --- | ------------------ | ------------------ | ------------- | ---------- | ------ | ---- | ---------------- |
| 0   | Vereinigte Staaten | Tyrese Haliburton  | Guard         | 29.02.2000 | 196 cm |      | Iowa State       |
| 00  | Kanada             | Bennedict Mathurin | Guard/Forward | 19.06.2002 | 196 cm |      | Arizona          |
| 1   | Vereinigte Staaten | Obi Toppin         | Forward       | 04.03.1998 | 206 cm |      | Dayton           |
| 2   | Kanada             | Andrew Nembhard    | Forward       | 16.01.2000 | 191 cm |      | Gonzaga          |
| 3   | Vereinigte Staaten | Thomas Bryant      | Center        | 31.07.1997 | 208 cm |      | Indiana          |
| 5   | Vereinigte Staaten | Jarace Walker      | Forward       | 04.09.2003 | 203 cm |      | Houston          |
| 8   | Vereinigte Staaten | Enrique Freeman    | Forward       | 29.07.2000 | 201 cm | R G  | Akron            |
| 9   | Vereinigte Staaten | T. J. McConnell    | Guard         | 25.03.1992 | 188 cm |      | Arizona          |
| 10  | Vereinigte Staaten | RayJ Dennis        | Guard         | 30.03.2001 | 188 cm | R G  | Baylor           |
| 12  | Australien         | Johnny Furphy      | Guard/Forward | 07.12.2004 | 206 cm | R    | Kansas           |
| 13  | Vereinigte Staaten | Tony Bradley       | Center        | 08.01.1998 | 208 cm |      | North Carolina   |
| 16  | Vereinigte Staaten | James Johnson      | Forward       | 20.02.1987 | 201 cm |      | Wake Forest      |
| 22  | Vereinigte Staaten | Isaiah Jackson     | Forward       | 10.01.2002 | 206 cm |      | Kentucky         |
| 23  | Vereinigte Staaten | Aaron Nesmith      | Guard/Forward | 16.10.1999 | 196 cm |      | Vanderbilt       |
| 26  | Vereinigte Staaten | Ben Sheppard       | Guard         | 16.07.2001 | 198 cm |      | Belmont          |
| 29  | Vereinigte Staaten | Quenton Jackson    | Guard         | 15.09.1998 | 196 cm | G    | Texas A&M        |
| 33  | Vereinigte Staaten | Myles Turner       | Center        | 24.03.1996 | 211 cm |      | Texas            |
| 43  | Kamerun            | Pascal Siakam      | Forward       | 02.04.1994 | 206 cm |      | New Mexico State |

| Nat.               | Name               | Position       |
| ------------------ | ------------------ | -------------- |
| Vereinigte Staaten | Rick Carlisle      | Head Coach     |
| Vereinigte Staaten | Jenny Boucek       | Assistenzcoach |
| Vereinigte Staaten | Jim Boylen         | Assistenzcoach |
| Vereinigte Staaten | Jannero Pargo      | Assistenzcoach |
| Vereinigte Staaten | Lloyd Pierce       | Assistenzcoach |
| Vereinigte Staaten | Mike Weinar        | Assistenzcoach |
| Vereinigte Staaten | Shayne Whittington | Assistenzcoach |

| Abk. | Bedeutung                       |
| ---- | ------------------------------- |
| Nr.  | Trikotnummer                    |
| Nat. | Nationalität                    |
| C    | Mannschaftskapitän              |
| R    | Rookie                          |
| G    | Two-way contract                |
|      | Verletzungsbedingte Inaktivität |

## Ehrungen und nennenswerte Leistungen

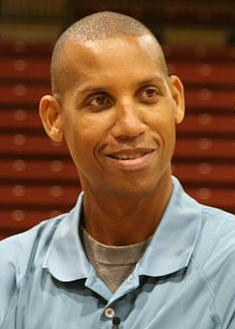
Hall of Famer Reggie Miller spielte von 1987 bis 2005 für die Pacers

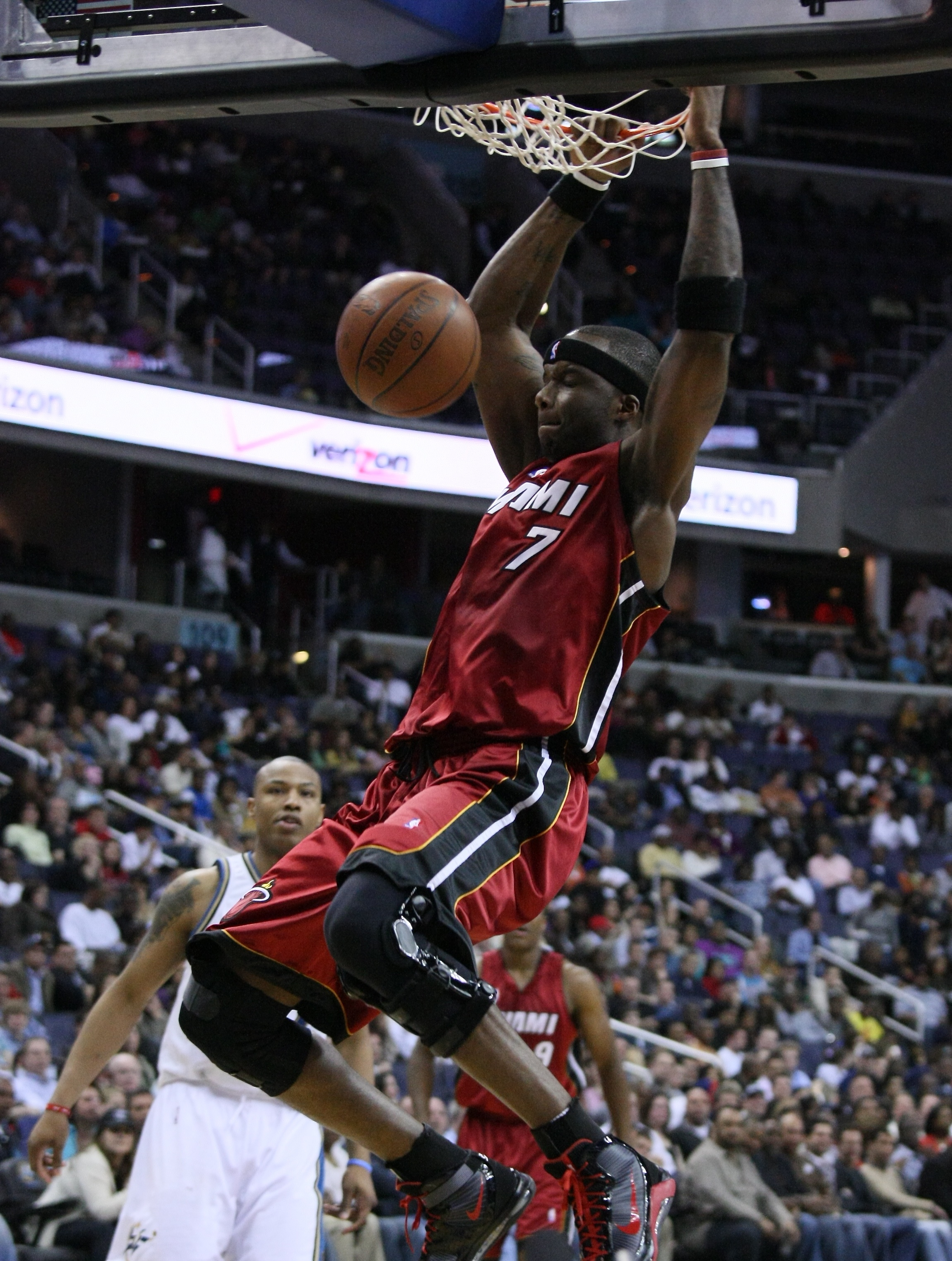
Jermaine O'Neal spielte von 2000 bis 2008 für die Pacers

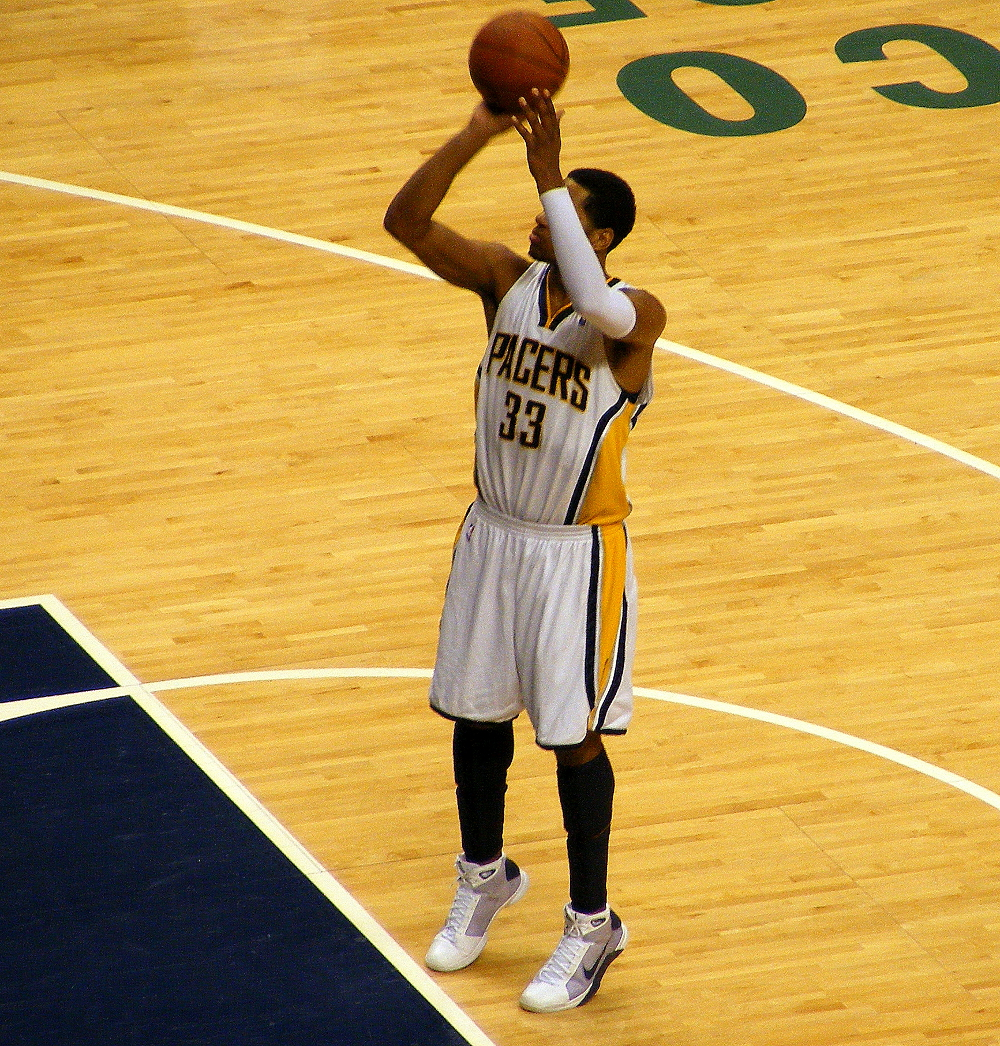
Forward Danny Granger spielte von 2005 bis 2014 für Indiana

| Nr. | Nat.               | Name            | Position                                | Zeit                    |
| --- | ------------------ | --------------- | --------------------------------------- | ----------------------- |
| 30  | Vereinigte Staaten | George McGinnis | Forward                                 | 1971–1975 und 1980–1982 |
| 31  | Vereinigte Staaten | Reggie Miller   | Guard                                   | 1987–2005               |
| 34  | Vereinigte Staaten | Mel Daniels     | Center                                  | 1968–1974               |
| 35  | Vereinigte Staaten | Roger Brown     | Forward                                 | 1967–1974               |
| 529 | Vereinigte Staaten | Bobby Leonard   | Cheftrainer (Siege 529:456 Niederlagen) | 1968–1980               |

| Nat.               | Name          | Position    | Zeit      |
| ------------------ | ------------- | ----------- | --------- |
| Vereinigte Staaten | Alex English  | Forward     | 1978–1980 |
| Vereinigte Staaten | Reggie Miller | Guard       | 1985–2005 |
| Vereinigte Staaten | Larry Bird    | Cheftrainer | 1997–2000 |
| Vereinigte Staaten | Jack Ramsay   | Cheftrainer | 1986–1988 |
| Vereinigte Staaten | Larry Brown   | Cheftrainer | 1993–1997 |
| Vereinigte Staaten | Isiah Thomas  | Cheftrainer | 2000–2003 |

| Name                                | aktueller Verein     |
| ----------------------------------- | -------------------- |
| Ron Artest (Metta Sandiford-Artest) | Karriere beendet     |
| Antonio Davis                       | Karriere beendet     |
| Dale Davis                          | Karriere beendet     |
| Mike Dunleavy                       | Karriere beendet     |
| Vern Fleming                        | Karriere beendet     |
| Paul George                         | Los Angeles Clippers |
| Lance Stephenson                    | Free Agent           |
| Danny Granger                       | Karriere beendet     |
| Roy Hibbert                         | Karriere beendet     |
| George Hill                         | Philadelphia 76ers   |
| Mark Jackson                        | Karriere beendet     |
| Chris Mullin                        | Karriere beendet     |
| Jermaine O’Neal                     | Karriere beendet     |
| Sam Perkins                         | Karriere beendet     |
| Chuck Person                        | Karriere beendet     |
| Scot Pollard                        | Karriere beendet     |
| Jalen Rose                          | Karriere beendet     |
| Detlef Schrempf                     | Karriere beendet     |
| Rik Smits                           | Karriere beendet     |
| Peja Stojaković                     | Karriere beendet     |
| Steve Stipanovich                   | Karriere beendet     |
| Herb Williams                       | Karriere beendet     |

## Statistiken

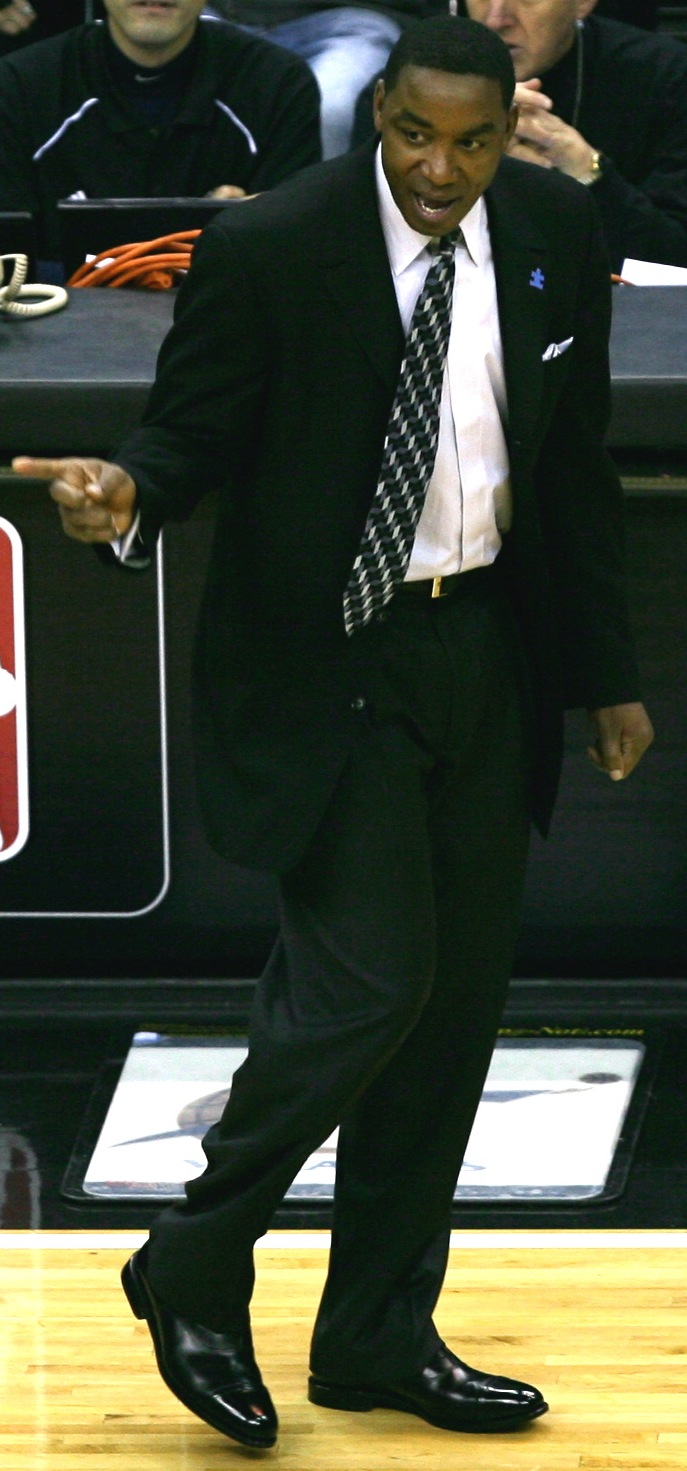
Von 2000 bis 2003 war Isiah Thomas Cheftrainer der Pacers

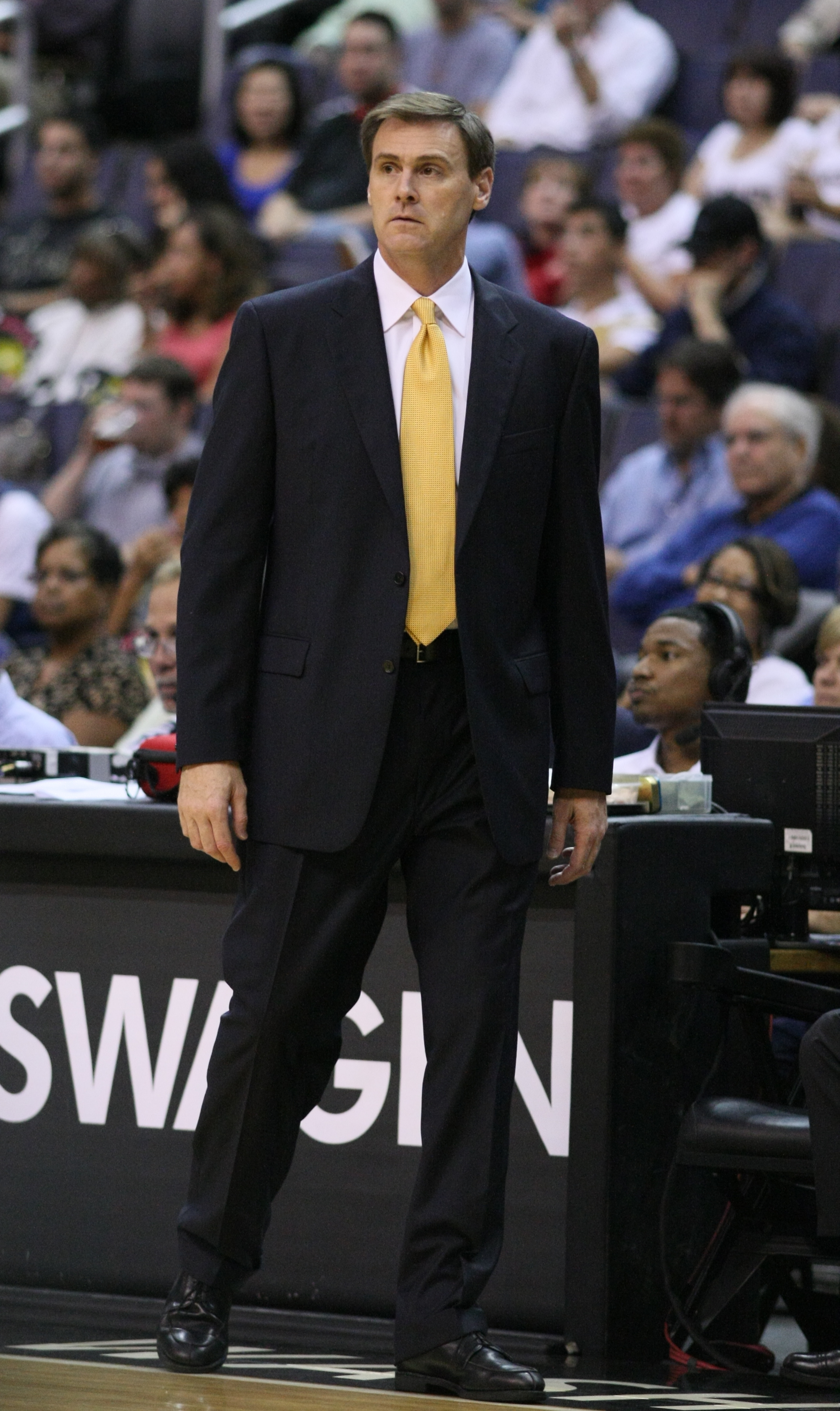
Rick Carlisle war von 2003 bis 2007 Headcoach der Pacers

| Jahr    | Siege:Niederlagen | Siege [%] | Play-offs                                                  |
| ------- | ----------------- | --------- | ---------------------------------------------------------- |
| 1967/68 | 38:40             | 48,7      | 0:3 in den Division-Halbfinals gegen die Pittsburgh Pipers |
| 1968/69 | 44:34             | 56,4      | 1:4 in den ABA-Finale gegen die Oakland Oaks               |
| 1969/70 | 59:25             | 70,2      | ABA-Meister mit 4:2 gegen die Los Angeles Stars            |
| 1970/71 | 58:26             | 69,0      | 3:4 in den Division-Finals gegen die Utah Stars            |
| 1971/72 | 47:37             | 56,0      | ABA-Meister mit 4:2 gegen die New York Nets                |
| 1972/73 | 51:33             | 60,7      | ABA-Meister mit 4:3 gegen die Kentucky Colonels            |
| 1973/74 | 46:38             | 54,8      | 3:4 in den Division-Finals gegen die Utah Stars            |
| 1974/75 | 45:39             | 53,6      | 1:4 in den ABA-Finale gegen die Kentucky Colonels          |
| 1975/76 | 39:45             | 46,4      | 1:2 in der ersten Runde gegen die Kentucky Colonels        |
| Gesamt  | 427:317           | 57,4      | 69:50 in den Playoffs (58,0 %) – 3 ABA-Meisterschaften     |

| Jahr    | Siege:Niederlagen | Siege [%] | Play-offs                                                          |
| ------- | ----------------- | --------- | ------------------------------------------------------------------ |
| 1976/77 | 36:46             | 43,9      | Nicht für die Play-offs qualifiziert                               |
| 1977/78 | 31:51             | 37,8      | Nicht für die Play-offs qualifiziert                               |
| 1978/79 | 38:44             | 46.3      | Nicht für die Play-offs qualifiziert                               |
| 1979/80 | 37:45             | 45,1      | Nicht für die Play-offs qualifiziert                               |
| 1980/81 | 44:38             | 53,7      | 0:2 in der ersten Runde gegen die Philadelphia 76ers               |
| 1981/82 | 35:47             | 42,7      | Nicht für die Play-offs qualifiziert                               |
| 1982/83 | 20:62             | 24,4      | Nicht für die Play-offs qualifiziert                               |
| 1983/84 | 26:56             | 31,7      | Nicht für die Play-offs qualifiziert                               |
| 1984/85 | 22:60             | 26,8      | Nicht für die Play-offs qualifiziert                               |
| 1985/86 | 26:56             | 31,7      | Nicht für die Play-offs qualifiziert                               |
| 1986/87 | 41:41             | 50,0      | 1:3 in der ersten Runde gegen die Atlanta Hawks                    |
| 1987/88 | 38:44             | 46,3      | Nicht für die Play-offs qualifiziert                               |
| 1988/89 | 28:54             | 34,1      | Nicht für die Play-offs qualifiziert                               |
| 1989/90 | 42:40             | 51,2      | 0:3 in der ersten Runde gegen die Detroit Pistons                  |
| 1990/91 | 41:41             | 50,0      | 2:3 in der ersten Runde gegen die Boston Celtics                   |
| 1991/92 | 40:42             | 48,8      | 0:3 in der ersten Runde gegen die Boston Celtics                   |
| 1992/93 | 41:41             | 50,0      | 1:3 in der ersten Runde gegen die New York Knicks                  |
| 1993/94 | 47:35             | 57,3      | 3:4 in den Eastern Conference-Finals gegen die New York Knicks     |
| 1994/95 | 52:30             | 63,4      | 3:4 in den Eastern Conference-Finals gegen die Orlando Magic       |
| 1995/96 | 52:30             | 63,4      | 2:3 in der ersten Runde gegen die Atlanta Hawks                    |
| 1996/97 | 39:43             | 47,6      | Nicht für die Play-offs qualifiziert                               |
| 1997/98 | 58:24             | 70,7      | 3:4 in den Eastern Conference-Finals gegen die Chicago Bulls       |
| 1998/99 | 33:17             | 66,0      | 2:4 in den Eastern Conference-Finals gegen die New York Knicks     |
| 1999/00 | 56:26             | 68,3      | 2:4 in den NBA-Finals gegen die Los Angeles Lakers                 |
| 2000/01 | 41:41             | 50,0      | 1:3 in der ersten Runde gegen die Philadelphia 76ers               |
| 2001/02 | 42:40             | 51,2      | 2:3 in der ersten Runde gegen die New Jersey Nets                  |
| 2002/03 | 48:34             | 58,5      | 2:4 in der ersten Runde gegen die Boston Celtics                   |
| 2003/04 | 61:21             | 74,4      | 2:4 in den Eastern Conference-Finals gegen die Detroit Pistons     |
| 2004/05 | 44:38             | 53,7      | 2:4 in den Eastern Conference-Halbfinals gegen die Detroit Pistons |
| 2005/06 | 41:41             | 50,0      | 2:4 in der ersten Runde gegen die New Jersey Nets                  |
| 2006/07 | 35:47             | 42,7      | Nicht für die Play-offs qualifiziert                               |
| 2007/08 | 36:46             | 43,9      | Nicht für die Play-offs qualifiziert                               |
| 2008/09 | 36:46             | 43,9      | Nicht für die Play-offs qualifiziert                               |
| 2009/10 | 32:50             | 39,0      | Nicht für die Play-offs qualifiziert                               |
| 2010/11 | 37:45             | 45,1      | 1:4 in der ersten Runde gegen die Chicago Bulls                    |
| 2011/12 | 42:24             | 63,6      | 2:4 in den Eastern Conference-Halbfinals gegen die Miami Heat      |
| 2012/13 | 49:32             | 60,5      | 3:4 in den Eastern Conference-Finals gegen die Miami Heat          |
| 2013/14 | 56:26             | 68,3      | 2:4 in den Eastern Conference-Finals gegen die Miami Heat          |
| 2014/15 | 38:44             | 46,3      | Nicht für die Play-offs qualifiziert                               |
| 2015/16 | 45:37             | 54,9      | 3:4 in der ersten Runde gegen die Toronto Raptors                  |
| 2016/17 | 42:40             | 51,2      | 0:4 in der ersten Runde gegen die Cleveland Cavaliers              |
| 2017/18 | 48:34             | 58,5      | 3:4 in der ersten Runde gegen die Cleveland Cavaliers              |
| 2018/19 | 48:34             | 58,5      | 0:4 in der ersten Runde gegen die Boston Celtics                   |
| 2019/20 | 45:28             | 61,6      | 0:4 in der ersten Runde gegen die Miami Heat                       |
| 2020/21 | 34:38             | 47,2      | Nicht für die Play-offs qualifiziert in den Play-ins               |
| 2021/22 | 25:57             | 30,5      | Nicht für die Play-offs qualifiziert                               |
| 2022/23 | 35:47             | 42,7      | Nicht für die Play-offs qualifiziert                               |
| 2023/24 | 47:35             | 57,3      | 0:4 in den Eastern Conference-Finals gegen die Boston Celtics      |
| 2024/25 | 50:32             | 61,0      | 3:4 in den NBA-Finals gegen den Oklahoma City Thunder              |
| Gesamt  | 1980:1970         | 50,1      | 138:143 in den Playoffs (49,1 %)                                   |

| Liga   | Siege:Niederlagen | Gewonnen [%] | Playoffs                                               |
| ------ | ----------------- | ------------ | ------------------------------------------------------ |
| ABA    | 427:317           | 57,4         | 69:50 in den Playoffs (58,0 %) – 3 ABA-Meisterschaften |
| NBA    | 1980:1970         | 50,1         | 138:143 in den Play-offs (49,1 %)                      |
| Gesamt | 2407:2287         | 51,3         | 207:193 in den Play-offs (51,8 %)                      |